# بخش بحرکه
بخش بَحرکه (به کردی سورانی: ناحیهٔ به‌حرکه) بخشی است در شهرستان اربیل مرکزی در استان اربیل کشور عراق.
تعداد روستاهای اصلی در این بخش ۵۶ روستا است.
در سال ۱۹۸۳ حکومت عراق در قالب عملیات انفال ۸۰۰۰ مرد کرد بارزانی را در مناطق بحرکه، قشبیه، حریر و دیانا دستگیر کرده و کشت که گور دسته‌جمعی آن‌ها در سال ۲۰۰۵ کشف گردید.

## روستاها
فهرست روستاهای بخش بحرکه